# Reutlingen (district)
Districtul Reutlingen este un Kreis în landul Baden-Württemberg, Germania.
1. ↑   https://www.statistik-bw.de/BevoelkGebiet/Bevoelkerung/01515020.tab?R=KR415 Lipsește sau este vid: |title= (ajutor)
2. 1 2  GeoNames